# Shigeyuki Asuke
Shigeyuki Asuke (足助重之, né le 13 octobre 1977) est un créateur de jeu vidéo japonais travaillant dans l'entreprise Nintendo. Il a récemment dirigé la création de New Super Mario Bros. et New Super Mario Bros. Wii, de nouveaux épisodes de la fameuse série Super Mario fortement inspirés des anciens jeux en 2D.

## Carrière
Son premier travail connu au sein de Nintendo EAD est le débogage des jeux Luigi's Mansion et Pikmin qui sortent en 2001. Il travaille ensuite en tant que directeur assistant aux côtés de Makoto Miyanaga, Takao Shimizu, Yasuyuki Oyagi et Kimiharu Hyodo pour les directeurs Yoshiaki Koizumi et Kenta Usui sur le jeu Super Mario Sunshine, produit par Shigeru Miyamoto et Takashi Tezuka.
Il est intégré à l'unité EAD Software Group No. 4 et s'occupe de la création de la carte sur les remakes Super Mario Advance 3 et Super Mario Advance 4. En 2005 il dirige la création de la carte et des niveaux dans Yoshi Touch and Go, le nouvel épisode de la série de jeux de plates-formes Yoshi sur Nintendo DS, sous les ordres de Hiroyuki Kimura et du producteur Tezuka.
Les années suivantes, il continue ses collaborations avec Kimura et Tezuka. Il dirige la création de New Super Mario Bros. en 2006 et New Super Mario Bros. Wii en 2009. Il s'agit de jeux en défilement proches des anciens jeux de la série sur NES et Super NES. Ils connaissent tous deux de gros succès avec plus de 20 millions d'unités vendues chacun.

## Travaux
- 2001 : Luigi's Mansion, debug support[1]
- 2001 : Pikmin, debug support[2]
- 2002 : Yoshi's Island: Super Mario Advance 3, map support[3]
- 2002 : Super Mario Sunshine, directeur assistant[4]
- 2003 : Super Mario Advance 4: Super Mario Bros. 3, directeur de la carte[5]
- 2005 : Yoshi Touch and Go, directeur de création de la carte et des niveaux[6]
- 2006 : New Super Mario Bros., directeur[7]
- 2007 : Cérébrale Académie Wii, directeur assistant[8]
- 2009 : New Super Mario Bros. Wii, directeur[9]